# Frank Ntilikina
Frank Bryan Ntilikina (* 28. Juli 1998 in Ixelles/Elsene, Belgien) ist ein französischer Basketballspieler. Ntilikina ist 1,93 Meter groß und läuft als Point Guard auf. Er wurde im NBA-Draftverfahren 2017 von den New York Knicks an achter Stelle ausgewählt.

## Spielerlaufbahn
Ntilikina kam in Belgien zur Welt, er ist ruandischer Abstammung. Er wuchs im französischen Straßburg auf und begann dort auch mit dem Basketball. Er wurde in der Jugendakademie von SIG Strasbourg gefördert und gab im April 2015 mit 16 Jahren sein Debüt in der ersten französischen Liga. Im Verlauf der Saison 2014/15 kam er für SIG erstmals in der Euroleague zum Einsatz. Im Dezember 2015 erhielt er vom Straßburger Verein seinen ersten Profivertrag (bis 30. Juni 2019). Ntilikina gab im April 2017 seine Anmeldung zum NBA-Draft 2017 bekannt. Bei dem Auswahlverfahren sicherten sich die New York Knicks die Rechte am Franzosen, der als insgesamt achter Spieler beim Draftverfahren aufgerufen wurde.
In seiner ersten NBA-Spielzeit (2017/18) wurde Ntilikina in 78 Partien eingesetzt und erzielte für die New Yorker 5,9 Punkte, 3,2 Korbvorlagen sowie 2,3 Rebounds je Begegnung. In vier Jahren erzielte der Franzose in 211 Einsätzen im Schnitt 5,5 Punkte, 2,7 Korbvorlagen und 2 Rebounds, im September 2021 nahmen ihn die Dallas Mavericks unter Vertrag. Bei den Texanern blieb er Ergänzungsspieler.
Im Sommer 2023 wurde er von den Charlotte Hornets verpflichtet. Ntilikina erlitt kurz vor dem Beginn des Spieljahres 2023/24 einen Schienbeinbruch. Mitte Januar 2024 bestritt er sein erstes Spiel nach der Verletzung. Er kam bis Februar 2024, als es zur Trennung kam, nur in fünf Spielen zum Einsatz.
Im Juni 2024 wurde der Franzose von der serbischen Spitzenmannschaft KK Partizan Belgrad als Neuzugang verkündet. Er gewann mit Belgrad in der Saison 2024/25 die Meisterschaft in der Adriatischen Basketballliga.

### Nationalmannschaft
Er wurde 2014 mit der französischen Auswahl U16-Europameister. Im Dezember 2016 führte er die U18-Nationalmannschaft zum EM-Titel. Anschließend wurde er als bester Spieler des Turniers ausgezeichnet. Mit der A-Nationalmannschaft Frankreichs wurde er bei der Weltmeisterschaft 2019 Dritter. 2021 erreichte er mit Frankreich das Endspiel der Olympischen Sommerspiele 2020, in dem man den USA unterlag und somit Silber gewann. Auch 2024 gewann er in Paris Olympiasilber, wieder unterlag man den USA im Endspiel.

## NBA-Statistik

### NBA

#### Hauptrunde
| Saison  | Team     | GP  | GS | MPG  | FG % | 3P % | FT % | RPG | APG | SPG | BPG | PPG |
| ------- | -------- | --- | -- | ---- | ---- | ---- | ---- | --- | --- | --- | --- | --- |
| 2017–18 | New York | 78  | 9  | 21.9 | .364 | .318 | .721 | 2.3 | 3.2 | 0.8 | 0.2 | 5.9 |
| 2018–19 | New York | 43  | 16 | 21.0 | .337 | .287 | .767 | 2.0 | 2.8 | 0.7 | 0.3 | 5.7 |
| 2019–20 | New York | 57  | 26 | 20.8 | .393 | .321 | .864 | 2.1 | 3.0 | 0.9 | 0.3 | 6.3 |
| 2020–21 | New York | 33  | 4  | 9.8  | .367 | .479 | .444 | 0.9 | 0.6 | 0.5 | 0.1 | 2.7 |
| 2021–22 | Dallas   | 58  | 5  | 11.8 | .399 | .342 | .960 | 1.4 | 1.2 | 0.5 | 0.1 | 4.1 |
| 2022–23 | Dallas   | 47  | 5  | 12.9 | .364 | .254 | .667 | 1.3 | 1.2 | 0.3 | 0.1 | 2.9 |
| Gesamt  | Gesamt   | 316 | 65 | 17.1 | .371 | .323 | .760 | 1.8 | 2.2 | 0.7 | 0.2 | 4.8 |

#### Play-offs
| Saison  | Team     | GP | GS | MPG | FG % | 3P % | FT % | RPG | APG | SPG | BPG | PPG |
| ------- | -------- | -- | -- | --- | ---- | ---- | ---- | --- | --- | --- | --- | --- |
| 2020–21 | New York | 3  | 0  | 1.3 | .000 | .000 | —    | 0.0 | 0.0 | 0.0 | 0.0 | 0.0 |
| Gesamt  | Gesamt   | 3  | 0  | 1.3 | .000 | .000 | —    | 0.0 | 0.0 | 0.0 | 0.0 | 0.0 |